# Mattbaggar
Mattbaggar (Anthrenus) är ett släkte i familjen ängrar (Dermestidae). Mattbaggarna har historiskt sett placerats i underfamiljen Anthreninae, men ingår för närvarande i Megatominae. Släktet Neoanthrenus är nära besläktat.
Mattbaggar är små (några millimeter) skalbaggar med en ganska rund form. Deras känselspröt har små klubbor i slutet, som är fylligare hos hanar än hos honor. Många har ett känsligt och ganska fint mönster, med en mörk kropp täckt av färgglada fjäll i olika bruna, barkbruna, röda, vitaktiga och grå nyanser. Dessa fjäll skavs bort lätt, och äldre individer saknar dem ofta delvis, och visar de skinande svarta täckvingarna. Ett stort antal underarter och varieteter har namngetts, men det är tveksamt om dessa är alla giltiga eller helt enkelt avser åldersrelaterade skillnader. Den stora antalet arter har delats in i flera undersläkten, men dessa har inte alltför fast förankring. Det lilla undersläktet Helocerus är till exempel ibland helt inkluderat i Florilinus. Dessutom beskrivs nya arter då och då.